# Raphael Haaser
Raphael Haaser (Innsbruck, 17 settembre 1997) è uno sciatore alpino austriaco, campione del mondo nello slalom gigante a Saalbach-Hinterglemm 2025.

## Biografia
Sciatore polivalente originario di Maurach di Eben am Achensee e fratello di Ricarda, a sua volta sciatrice alpina, Haaser, attivo dal novembre del 2013, in Coppa Europa ha esordito il 15 gennaio 2015 ad Altenmarkt-Zauchensee in discesa libera (62º), ha ottenuto il primo podio il 12 dicembre 2018 a Sankt Moritz in supergigante (2º) e la prima vittoria il 12 febbraio 2020 a Sella Nevea nella medesima specialità.
In Coppa del Mondo ha debuttato il 29 febbraio 2020 a Hinterstoder ancora in supergigante (23º) e ha conquistato il primo podio il 29 dicembre 2021 a Bormio nella medesima specialità; ai XXIV Giochi olimpici invernali di Pechino 2022, sua prima presenza olimpica, si è piazzato 11º nello slalom gigante, 7º nella combinata e non ha completato il supergigante. Ha esordito ai Campionati mondiali a Courchevel/Méribel 2023, dove ha vinto la medaglia di bronzo nella combinata e si è classificato 5º nel supergigante e 13º nello slalom gigante; ai successivi Mondiali di Saalbach-Hinterglemm 2025 ha conquistato la medaglia d'oro nello slalom gigante e quella d'argento nel supergigante.

## Palmarès

### Mondiali
- - 3 medaglie:
- 1 oro (slalom gigante a Saalbach-Hinterglemm 2025)
- 1 argento (supergigante a Saalbach-Hinterglemm 2025)
- 1 bronzo (combinata a Courchevel/Méribel 2023)

### Mondiali juniores
- 3 medaglie:
  - 1 argento (supergigante a Åre 2017)
  - 2 bronzi (discesa libera a Åre 2017; combinata a Davos 2018)

### Coppa del Mondo
- Miglior piazzamento in classifica generale: 15º nel 2024
- 5 podi (in supergigante):
  - 5 secondi posti

### Coppa Europa
- Miglior piazzamento in classifica generale: 2º nel 2020 e nel 2021
- Vincitore della classifica di supergigante nel 2020
- 11 podi:
  - 4 vittorie
  - 7 secondi posti
  - 1 terzo posto

#### Coppa Europa - vittorie
| Data             | Località              | Paese   | Specialità |
| ---------------- | --------------------- | ------- | ---------- |
| 12 febbraio 2020 | Sella Nevea           | Italia  | SG         |
| 14 febbraio 2020 | Sella Nevea           | Italia  | SG         |
| 2 dicembre 2020  | Gurgl                 | Austria | GS         |
| 21 dicembre 2020 | Altenmarkt-Zauchensee | Austria | SG         |

Legenda:

SG = supergigante

GS = slalom gigante

### Campionati austriaci
- 4 medaglie:
  - 1 oro (supergigante nel 2024)
  - 2 argenti (combinata nel 2015; slalom gigante nel 2025)
  - 1 bronzo (supergigante nel 2015)